# The Social Chain
The Social Chain AG ist ein 2014 gegründetes börsennotiertes, in Berlin ansässiges E-Commerce- und Social-Media-Unternehmen. 2023 stellte es einen Insolvenzantrag.

## Geschichte
Die Gesellschaft wurde 2014 als Social-Media-Publishing-Unternehmen gegründet. Sukzessive wurde das E-Commerce-Geschäft ausgebaut und zudem Social Media Marketing für verschiedene Unternehmen betrieben. 2019 erwirtschaftete das Unternehmen einen Umsatz von rund 130 Mio. Euro; hiervon wurden 103 Mio. Euro durch E-Commerce, rund 27 Mio. Euro durch Social Media erlöst.
Im Juli 2023 sprach die Bundesanstalt für Finanzdienstleistungsaufsicht eine Rüge gegen das Unternehmen aus, da im Jahresabschluss millionenschwere Fehlbuchungen festgestellt worden waren. So wurden 50 Mio. Euro aus einem Bankdarlehen sowie 9 Mio. Euro aus dem Verkauf eigener Aktien fälschlicherweise als Cashflow aus operativer Tätigkeit verbucht und so der eigentlich negative Cashflow positiv dargestellt. In der Folge stellte das Unternehmen am 24. Juli 2023 einen Insolvenzantrag. Die Tochtergruppe DS Holding und die Werbe- und Medienagentur drtv Agency seien davon nicht betroffen.

## Anteilseigner
Die Aktie des Unternehmens ist im Prime Standard der Börse Frankfurt notiert. Größter Anteilseigner ist über seine Gruppe Georg Kofler GmbH der Aufsichtsratsvorsitzende Georg Kofler mit einem Anteil von 27,58 %.
Am 19. Oktober 2021 gab The Social Chain die Übernahme sämtlicher Anteile des deutlich größeren (Jahresumsatz 2020 rund 296 Mio. Euro) Stapelfelder Handelsunternehmens DS Holding GmbH bekannt. DS-Geschäftsführer Ralf Dümmel, wie Georg Kofler einer der Investoren in der TV-Show Die Höhle der Löwen, wird in den Vorstand von The Social Chain einziehen. Zudem soll Andreas Ellermann ein größeres Aktienpaket besitzen. Dieses hat er wohl Ende 2023 erworben.

## Kritik
Die Wirtschaftsjournalisten Christina Kyriasoglou und Jonas Rest hinterfragten im Dezember 2021 im Manager Magazin das defizitäre Geschäftsmodell von Social Chain kritisch. So würden, anders als vom Unternehmen kolportiert, diverse Marken nicht primär online „direct to consumer“ verkauft, sondern nach wie vor im margenschwächeren Einzelhandel. Zudem hätten einige der wichtigsten Influencer im Portfolio das Unternehmen verlassen oder seien wie bspw. Stefanie Giesinger auf dem Absprung.